# Heidemarie Wieczorek-Zeul
Heidemarie Wieczorek-Zeul (Frankfurt, 21 de novembro de 1942) é uma política alemã, filiada ao SPD.
É a atual ministra para Cooperação e Desenvolvimento da Alemanha.